# Girls of the Golden West
The Girls of the Golden West waren ein US-amerikanisches Gesangs-Duo. Stets in ausgefallenen und farbenfrohen Outfits im Western-Stil gekleidet, pflegten sie ihr Image als Singende Cowgirls. Dementsprechend bestand ihr Repertoire hauptsächlich aus traditionellen und selbst komponierten Cowboy-Songs, teilweise aber auch aus Liedern aus dem Bereich der Country-Musik. 

## Leben

### Anfänge
Ursprünglich stammten die Schwestern aus Mount Carmel, Illinois, wuchsen jedoch in Mount Vernon, Illinois, und St. Louis, Missouri, auf. Dort hatten sie auch ihre ersten Auftritte in dem lokalen Radiosender KNOX. Da es ihnen nicht gefiel, dass sich ihr eigentlicher Familienname „Goad“ im Radio entweder wie „Goat“ oder „Gold“ anhörte, änderten sie ihn kurzerhand in „Good“. Auf den Vorschlag eines Sender-Angestellten nahmen sie schließlich ihren Künstlernamen an, der eine Hommage an den englischen Titel der 1910 uraufgeführten Oper La fanciulla del West (dt.: „Das Mädchen aus dem goldenen Westen“) von Giacomo Puccini darstellt und ihrerseits auf einer Kurzgeschichte von Bret Harte und dem Theaterstück von David Belasco beruht.
Nach einem kurzen Zwischenspiel bei der „border station“ XER wechselten sie 1933 schließlich zum Sender WLS in Chicago, wo sie schnell zu beliebten Mitgliedern des National Barn Dance wurden. Im WLS Family Album, einem zu Werbezwecken herausgegebenen Jahrbuch, wurden sie als echte Cowgirls aus einem texanischen Nest namens „Muleshoe“ bezeichnet; eine Legende, die sie auch später aufrechterhielten, da sie die Idee und vor allem den Namen besonders amüsant fanden. 

### Karriere
Bei WLS lernten die beiden Schwestern Gene Autry kennen, mit dem sie auch auf Tournee gingen. Autrys Freund und langjähriger „Sidekick“ Smiley Burnette ermutigte sie, sich an Eigenkompositionen zu versuchen und half ihnen bei ihrem ersten eigenen Lied Two Cowgirls on the Lone Prairie. Während dieser Zeit entwickelten sie auch ihren unverwechselbaren Kleidungsstil, großteils schneiderten sie ihre reichlich mit Fransen und Applikationen verzierten Blusen und Röcke sogar selbst. Gemeinsam mit Film-Cowboys wie Autry oder Roy Rogers prägten sie so den typischen Western-Stil dieser Ära (der in krassem Widerspruch zur Kleidung der echten Cowboys stand), der später auch auf zahlreiche Country-Musiker abfärben sollte.
1937 verließen sie WLS und gingen zu WLW in Cincinnati, Ohio, wo sie in Shows wie Renfro Valley Barn Dance, Boone County Jamboree und Midwestern Hayride auftraten. Nachdem die Begeisterung des Publikums für die Singenden Cowboys Ende der 1940er-Jahre jedoch allmählich zu versiegen begann, neigte sich auch die Karriere der Girls ihrem Ende zu; 1949 hatten sie ihren letzten Live-Auftritt. 1963 machten sie nochmals einige Aufnahmen für das texanische Bluebonnet Label.
Neben ihren Auftritten im Radio und bei Tournee-Konzerten machten sie auch zahlreiche Schallplatten-Aufnahmen, erstmals im Juli 1933 für Bluebird Records, später für ARC (bis 1938). Während sie neben Balladen aus dem amerikanischen Südwesten zunächst hauptsächlich traditionelle Cowboy-Songs aufnahmen, verschob sich das Gewicht zunehmend hin zu Eigenkompositionen wie Silvery Moon on the Golden Gate, das zu ihrem Markenzeichen werden sollte. 1938 betrug der Cowboy-Anteil noch ungefähr die Hälfte ihrer Aufnahmen.
Ihrem Gesangs-Stil blieben sie dabei stets treu: zweistimmiger Harmoniegesang, begleitet auf der Gitarre und angereichert mit virtuos ausgeführten Jodlern. Damit ähnelten sie stilistisch teilweise eher den Bruder-Duos dieser Zeit, wie etwa den Delmore Brothers oder den Blue Sky Boys. Aufgrund ihrer äußeren Erscheinung und der Auswahl ihrer Lieder wurden sie jedoch eher der Western-Fraktion zugerechnet.
Im damals noch von Männern dominierten Musikgeschäft wurden die Girls zum Vorbild und Wegbereiter für weibliche Künstler, insbesondere für Duos wie die Davis Sisters.